# Буреломы (посёлок)
Буреломы — поселок в муниципальном образовании город Ефремов Тульской области.

## География
Находится в юго-восточной части Тульской области на расстоянии приблизительно 9 км на север-северо-запад по прямой от города Ефремов, административного центра округа у железнодорожной линии Узловая-Ефремов.

## История
Был отмечен как железнодорожный разъезд на карте конца 1930-х годов. 

## Население
Постоянное население не было учтено как в 2002 году, так и в 2010.